# مايكل أندرسن
مايكل أندرسن (بالدنماركية: Michael Dahl Andersen)‏ مواليد 29 يناير 1974 في كوبنهاغن، هو لاعب كرة سلة دانمركي معتزل. بدأ مسيرته الاحترافية في سنة 1997. حمل الرقم 14. اعتزل اللعب في 2009.

## المسيرة الاحترافية
لعب مع نادي إيه إي كي لكرة السلة من سنة 1997 إلى 1999، ثم لعب مع فيرتوس بالاكانسترو بولونيا في موسم 1999–2000، ثم لعب مع باسكت نابولي من سنة 2002 إلى 2005، ثم لعب مع أسكو غدينيا من سنة 2005 إلى 2007، ثم لعب مع سكافاتي باسكت في سنة 2007.

## الإنجازات

### أسكو غدينيا
- الدوري البولندي لكرة السلة : (2005–06، 2007)